# Кубок европейских чемпионов по волейболу среди женщин 1984/1985
25-й розыгрыш Кубка европейских чемпионов по волейболу среди женщин проходил с 4 ноября 1984 по 10 февраля 1985 года с участием 26 клубных команд стран-членов Европейской конфедерации волейбола (ЕКВ). Финальный этап был проведён в Форли (Италия). Победителем турнира впервые в своей истории стала советская команда АДК (Алма-Ата).

## Команды-участницы
| Страна       | Команда                            |                                           |
| ------------ | ---------------------------------- | ----------------------------------------- |
| Австрия      | «Пост» (Вена)                      | Чемпион Австрии 1984                      |
| Албания      | «Динамо» (Тирана)                  | Чемпион Албании 1984                      |
| Англия       | «Хиллингдон» (Лондон)              | Чемпион Англии 1984                       |
| Бельгия      | «Дилбек-Иттербек» (Дилбек)         | Чемпион Бельгии 1984                      |
| Болгария     | ЦСКА «Септемврийско Знаме» (София) | победитель розыгрыша Кубка чемпионов 1984 |
| Болгария     | «Левски-Спартак» (София)           | Чемпион Болгарии 1984                     |
| Венгрия      | «Тунгшрам» (Будапешт)              | Чемпион Венгрии 1984                      |
| ГДР          | «Трактор» (Шверин)                 | Чемпион ГДР 1984                          |
| Греция       | «Филатлитикос» (Салоники)          | Чемпион Греции 1984                       |
| Дания        | «КФУМ Хельсингёр» (Хельсингёр)     | Чемпион Дании 1984                        |
| Израиль      | «Хапоэль-Нааман» (Афула)           | Чемпион Израиля 1984                      |
| Испания      | «Аркитектура» (Мадрид)             | Чемпион Испании 1984                      |
| Италия       | «Олимпия Теодора» (Равенна)        | Чемпион Италии 1984                       |
| Кипр         | АЭЛ (Лимасол)                      | Чемпион Кипра 1984                        |
| Люксембург   | «Олимпик» (Люксембург)             | Чемпион Люксембурга 1984                  |
| Нидерланды   | «Орион» (Дутинхем)                 | Чемпион Нидерландов 1984                  |
| Норвегия     | «Сортланн» (Сортланн)              | Чемпион Норвегии 1984                     |
| Португалия   | «Лейшойнш» (Матозиньюш)            | Чемпион Португалии 1984                   |
| СССР         | АДК (Алма-Ата)                     | Чемпион СССР 1984                         |
| Турция       | «Эджзаджибаши» (Стамбул)           | Чемпион Турции 1984                       |
| Финляндия    | «Эуран Райку» (Эура)               | Чемпион Финляндии 1984                    |
| Франция      | «Кламар» (Кламар)                  | Чемпион Франции 1984                      |
| ФРГ          | «Лоххоф» (Унтершлайсхайм)          | Чемпион ФРГ 1984                          |
| Чехословакия | «Руда Гвезда» (Прага)              | Чемпион Чехословакии 1984                 |
| Швейцария    | «Лозанна» (Лозанна)                | Чемпион Швейцарии 1984                    |
| Швеция       | «Соллентуна» (Соллентуна)          | Чемпион Швеции 1984                       |
| Югославия    | «Младост» (Загреб)                 | Чемпион Югославии 1984                    |

## Система проведения розыгрыша
В турнире принимали участие чемпионы 25 стран-членов ЕКВ и действующий обладатель Кубка болгарский ЦСКА «Септемврийско Знаме». Соревнования состояли из 1-го раунда, 1/8 и 1/4 финалов плей-офф и финального этапа. Напрямую в 1/8 финала получили возможность заявить своих представителей страны, команды которых в предыдущем розыгрыше выступали в финальной стадии (Болгария, Италия, ФРГ, Турция), а также СССР, команда которого пропустила предыдущий турнир. Остальные участники 1/8 плей-офф определялись в ходе 1-го раунда.
Финальный этап состоял из однокругового турнира с участием четырёх победителей четвертьфинальных пар.

## 1-й раунд
4—11.11.1984
 «Эуран Райку» (Эура) —  «Трактор» (Шверин)
4 ноября. 0:3 (0:15, 6:15, 8:15).
11 ноября. 0:3 (0:15, 5:15, 1:15).
 «Дилбек-Иттербек» (Дилбек) —  «Соллентуна» 
4 ноября. 2:3.
11 ноября. 3:1.
 АЭЛ (Лимасол) —  «Динамо» (Тирана)
Отказ АЭЛа.
 «Руда Гвезда» (Прага) —  «Младост» (Загреб)
4 ноября. 3:0 (15:11, 15:2, 15:7).
11 ноября. 3:1 (15:5, 15:9, 10:15, 15:8).
 «КФУМ Хельсингёр» —  «Орион» (Дутинхем)
4 ноября. 1:3 (5:15, 15:10, 11:15, 5:15).
11 ноября. 0:3 (10:15, 14:16, 11:15).
 «Тунгшрам» (Будапешт) —  «Аркитектура» (Мадрид)
4 ноября. 3:0.
11 ноября. 3:0.
 «Олимпик» (Люксембург) —  «Лозанна»
4 ноября. 0:3 (1:15, 1:15, 9:15).
11 ноября. 0:3.
 «Кламар» —  «Лейшойнш» (Матозиньюш)
4 ноября. 3:0 (15:7, 15:4, 15:5).
11 ноября. 3:0.
 «Пост» (Вена) —  «Хапоэль-Нааман» (Афула)
4 ноября. 3:0 (15:4, 15:2, 15:5).
11 ноября. 3:0.
 «Сортланн» —  «Хиллингдон» (Лондон)
4 ноября. 1:3.
11 ноября. 0:3.
 «Левски-Спартак» (София) —  «Филатлитикос» (Салоники)
3:0.
3:0.
От участия в 1-м раунде освобождены:
| АДК (Алма-Ата) ЦСКА «Септемврийско Знаме» (София) «Олимпия Теодора» (Равенна) | «Эджзаджибаши» (Стамбул) «Лоххоф» (Унтершлайсхайм) |

## 1/8 финала
1—8.12.1984
 АДК (Алма-Ата) —  «Трактор» (Шверин)
1 декабря. 3:0 (15:7, 15:9, 15:12).
8 декабря. 3:1 (15:13, 7:15, 15:4, 15:7).
 «Дилбек-Иттербек» (Дилбек) —  ЦСКА «Септемврийско Знаме» (София)
1 декабря. 0:3.
8 декабря. 1:3.
 «Олимпия Теодора» (Равенна) —  «Динамо» (Тирана)
1 декабря. 3:0 (15:10, 20:18, 15:2).
8 декабря. 1:3 (15:9, 7:15, 12:15, 5:15).
 «Орион» (Дутинхем) —  «Руда Гвезда» (Прага)
1 декабря. 2:3 (6:15, 15:10, 15:9, 4:15, 3:15).
8 декабря. 1:3 (7:15, 15:12, 5:15, 9:15).
 «Эджзаджибаши» (Стамбул) —  «Тунгшрам» (Будапешт)
1 декабря. 2:3 (10:15, 15:13, 13:15, 15:7, 11:15).
8 декабря. 0:3.
 «Кламар» —  «Лозанна»
1 декабря. 1:3 (5:15, 15:11, 11:15, 10:15).
8 декабря. 0:3 (11:15, 12:15, 12:15).
 «Лоххоф» (Унтершлайсхайм) —  «Пост» (Вена)
1 декабря. 3:0 (15:1, 16:14, 15:4).
8 декабря. 3:1.
 «Хиллингдон» (Лондон) —  «Левски-Спартак» (София)
1 декабря. 0:3.
8 декабря. 0:3.

## Четвертьфинал
9—16.01.1985
 ЦСКА «Септемврийско Знаме» (София) —  АДК (Алма-Ата)
9 января. 0:3 (7:15, 6:15, 8:15).
16 января. 1:3 (6:15, 6:15, 15:13, 3:15).
 «Руда Гвезда» (Прага) —  «Олимпия Теодора» (Равенна)
9 января. 0:3 (11:15, 12:15, 4:15).
16 января. 1:3 (14:16, 6:15, 15:8, 12:15).
 «Лозанна» —  «Тунгшрам» (Будапешт)
9 января. 2:3 (10:15, 6:15, 15:7, 16:14, 9:15).
16 января. 1:3 (8:15, 15:17, 15:13, 9:15).
 «Левски-Спартак» (София) —  «Лоххоф» (Унтершлайсхайм)
9 января. 2:3 (9:15, 15:12, 16:14, 8:15, 5:15).
16 января. 2:3 (15:12, 13:15, 15:12, 14:16, 9:15).

## Финальный этап
8—10 февраля 1985.  Форли.
Участники:
 АДК (Алма-Ата)

 «Олимпия Теодора» (Равенна)

 «Лоххоф» (Унтершлайсхайм)

 «Тунгшрам» (Будапешт)
Команды-участницы провели однокруговой турнир, по результатам которого определена итоговая расстановка мест.

### Результаты
| М | Команда                     | 1   | 2   | 3   | 4   | И | В | П | С/П | О |
| - | --------------------------- | --- | --- | --- | --- | - | - | - | --- | - |
| 1 | АДК (Алма-Ата)              |     | 3:1 | 3:0 | 3:0 | 3 | 3 | 0 | 9:1 | 6 |
| 2 | «Олимпия Теодора» (Равенна) | 1:3 |     | 3:1 | 3:0 | 3 | 2 | 1 | 7:4 | 5 |
| 3 | «Тунгшрам» (Будапешт)       | 0:3 | 1:3 |     | 3:2 | 3 | 1 | 2 | 4:8 | 4 |
| 4 | «Лоххоф» (Унтершлайсхайм)   | 0:3 | 0:3 | 2:3 |     | 3 | 0 | 3 | 2:9 | 3 |

8 февраля
 АДК —  «Тунгшрам»
3:0 (15:7, 15:8, 15:11)
 «Олимпия Теодора» —  «Лоххоф»
3:0 (15:3, 15:8, 15:8)
9 февраля
 «Тунгшрам» —  «Лоххоф»
3:2 (15:10, 15:17, 15:12, 12:15, 15:12)
 АДК —  «Олимпия Теодора»
3:1 (15:6, 12:15, 15:11, 15:6)
10 февраля
 АДК —  «Лоххоф»
3:0 (15:4, 15:10, 15:10)
 «Олимпия Теодора» —  «Тунгшрам»
3:1 (11:15, 15:4, 15:6, 15:6)

### Итоги

#### Положение команд
| АДК (Алма-Ата)               |
| «Олимпия Теодора» (Равенна)  |
| «Тунгшрам» (Будапешт)        |
| 4. «Лоххоф» (Унтершлайсхайм) |

#### Призёры
АДК (Алма-Ата): Марина Кочнева, Ольга Кривошеева, Ирина Коновалова, Светлана Лихолетова, Людмила Носенко, Н.Орленко, Людмила Перевёртова, Ирина Ризен, С.Соловейченко, Нонна Фадейкина, Елена Чебукина, Ирина Юрова. Тренер — Нелли Щербакова.
  «Олимпия Теодора» (Равенна). Мануэла Бенелли, Мария Тереза Альфелли, Чинция Фламиньи, Эва Шебёк-Салаи, Лилиана Бернарди, Россана Пасси, Алессандра Дзамбелли, Патриция Прати, Надя Тавольери, Алессандра Лонги. Тренер — Серджо Гуэрра.
  «Тунгшрам» (Будапешт): Жужа Часар, Жужа Галхид, Эржебет Варга-Палинкаш, Агнеш Торма, Кристина Фекете, Сийярто, Палоташ, Фехер, Иллеш, … Тренер — Дери Режё.